# Arnold (Nottinghamshire)
Arnold è una cittadina di 35 900 abitanti della contea del Nottinghamshire, in Inghilterra.